# استیون هرش
استیون هرش مؤسس و رئیس شرکت سرگرمی‌های برزگسالان ویوید اینترتینمنت است. ، که او شرکت ویوید را در سال ۱۹۸۷ تأسیس کرد.
نسل دوم از خانواده او را در کسب و کار بوده‌اند. او اعتبار خود را با نام رویای خلاق را دیدم در مجله بزرگسال AVN بدست آورد. او پتانسیل ماهیت صنعت سرگرمی بزرگسالان را تغییر داد.
چهره دختران ویوید بر روی بیلبوردهای تبلیغاتی در سالن‌های ترافیک بالا مانند غروب آفتاب بلوار و میدان تایمز ظاهر شد.
علاوه بر کتاب گالینگور با هارپر کالینز،
هرش "پرنیان ویوید" و رمان‌های گرافیکی و مطبوعات آواتار ،  و رمان شهوت انگیز با مطبوعات دهان تندر را توسعه داد.
در سال ۲۰۱۱، هرش ۵،۰۰۰،۰۰۰ دلار (£ ۳،۰۰۰،۰۰۰) به Pippa Middleton، برای شرکت در یک فیلم بزرگسال پیشنهاد کرد. وی همچنین اظهار داشت که اگر برادر او، جیمز، نیز به او پیوست و در یک صحنه جداگانه انجام کار کنند، او ۱٫۰۰۰٫۰۰۰ دلار دریافت خواهند کرد.
هرش و شریک اصلی خود، جانباختهٔ این صنعت با تجربه گسترده بین‌المللی دیوید جیمز، با یک شریک سوم، فارغ التحصیل از کالج دارتموث با MBA از دانشگاه کالیفرنیای جنوبی، بیل اشر ملحق شدند، ، و با مهندسی‌های اخیر این شرکت موفقیت‌های مالی از طریق یک سری از معاملات و اتحاد آنها بوده‌است. این سه نفر با همکاری هم شرکت را اداره کردند.
در سال ۲۰۰۴ شبه مستند مجموعه تلویزیونی پورنو ولی یا درهٔ پورنو، اسناد هرش در زندگی خصوصی و خانواده و تعامل بین هرش و رویای رنگی (رویای ویوید) خود را به تصویر کشید.
علاوه بر آن دو سریال هفت-مهمانی واقعی در Showtime دیده شد.
فیلم کلاسیک و قدیمی "Debbie Does Dallas Again" با حکم اجازه از مسئولین و به‌طور دلخواه تحت پوشش مرمت باز سازی قرار گرفت و در برنامه تلویزیونی "Deeper Throat" نمایش داده شد.
هرش در سال ۲۰۱۲ اولین جایزه رویایی را Adult Video News در مراسم جشن و سرور در لاس وگاس دریافت کرد.
بر اساس گفته‌های پاول فیشبن بنیانگذار AVN هیچ کس در دوران مدرن صنعت فیلم‌های بزرگسال تا به حال نتوانسته نوآورانه در روند تصویر شرکت خود
بهتر از شرکت ویوید باشد.
ویوید یکی از مارک‌های برتر در تمام فیلم‌های، بزرگسال یا در غیر بزرگسالی که در هالیوود درست شده‌است بوده و هست . استیون و این شرکت واقعاً از این دستاورد مستحق موفقیت هستند.

## پیوندها به بیرون
- Steve Hirsch در بانک اطلاعات اینترنتی فیلم‌ها (IMDb)
- Vivid Entertainment web site
- Steven Hirsch interview Hustler Magazine
- ویوید اینترتینمنت